# 쌍룡초등학교 (충남)
쌍룡초등학교는 대한민국 충청남도 아산시에 있는 공립 초등학교이다.

## 학교 연혁
- 1949년 12월 1일 쌍룡초등학교 개교
- 1976년 3월 1일 교육부지정 자활급식 시범학교
- 1979년 1월 1일 교육부지정 농촌형 시범 급식학교
- 1996년 3월 1일 쌍룡초등학교 개칭
- 2002년 12월 1일 교훈탑 제막식
- 2004년 11월 26일 다목적실 및 급식실 개관
- 2007년 10월 16일 쌍룡도서관 '글꽃누리' 개관
- 2007년 12월 20일 과학정보교육 심사 우수교 (교육감 표창)
- 2008년 8월 31일 교과실 복도 바닥 교체, 옥상 방수 공사 완료
- 2008년 11월 20일 보육 교실 리모델링 완료
- 2009년 10월 30일 아산교육청지정 독서논술 시범학교 운영 보고
- 2009년 12월 31일 자율장학 운영 우수교 (교육감 표창)
- 2011년 9월 1일 융합형 프로그램 운영 선도학교 지정
- 2013년 2월 15일 제64회 졸업식(총 3,927명)
- 2013년 3월 1일 초등학교 6학급, 유치원 1학급 편성
- 2014년 2월 14일 제65회 졸업식(총 3,937명)
- 2014년 3월 1일 초등학교 6학급, 유치원 1학급 편성
- 2015년 2월 13일 제66회 졸업식(총 3,944명)
- 2015년 3월 1일 초등학교 6학급, 유치원 1학급 편성
- 2016년 3월 1일 학교폭력예방 선도학교 운영
- 2018년 2월 9일 69회 졸업식(총 3,967명)
- 2018년 3월 1일 초등학교 6학급, 유치원 1학급 편성

## 참고 자료
- 쌍룡초등학교 - 한국교육학술정보원 학교알리미